# فینال جام حذفی فوتبال انگلستان ۱۹۸۷
فینال جام حذفی فوتبال انگلستان ۱۹۸۷، رقابت پایانی جام حذفی فوتبال انگلستان در سال ۱۹۸۷ میلادی است که مابین دو تیم باشگاه فوتبال کاونتری سیتی و باشگاه فوتبال تاتنهام در ورزشگاه ومبلی لندن برگزار شده‌است.
این مسابقه که در تاریخ ۱۶ مه ۱۹۸۷ انجام شده‌است با نتیجه ۳ بر ۲ به سود تیم باشگاه فوتبال کاونتری سیتی به پایان رسید.